# 英國音樂
英國音樂至今仍一直非常受歡迎。從1960年代一群音樂家開始推廣搖滾樂以後，英國創造出非常多知名的新音樂領域，像是重金屬、民謠、鼓打貝斯、車庫搖滾、迷幻浩室、龐克、塵垢、金屬、英倫搖滾、新浪潮、輾蕊、血腥輾蕊，以及英格蘭、蘇格蘭、威爾斯、北愛爾蘭經歷革新後的當地民謠。
英國並出了許多對全球極富影響力的歌手及樂團，像是電台司令、披頭四、比吉斯合唱團、衝擊合唱團、1世代、鐵娘子樂團、猶大祭司、平克·佛洛伊德、性手槍、誰合唱團、深紫色樂團、滾石合唱團、酷玩樂團、皇后樂團、創世紀樂團、超級流浪漢合唱團、愛默生，雷克與帕瑪（Emerson, Lake & Palmer）、艾瑞克·克萊普頓、洛史都華、羅克希音樂樂團、Foghat、奇想樂團（The Kinks）、Rockpile、超凡樂團（The Prodigy）、艾爾頓·強、綠洲合唱團、布勒樂團、齊柏林飛船合唱團、壞公司合唱團（Bad Company）、謬思合唱團、幻覺皮衣合唱團（The Psychedelic Furs）、流行尖端樂團（Depeche Mode）、治療樂隊、黑色安息日、史密斯樂團、比利·愛多爾、大衛·鮑伊、險峻海峽合唱團（Dire Straits）、ELO、異教樂團（The Cult）、Yes、警察合唱團、放蕩樂團等。

## 民族音樂
英國音樂由四個主要的民族所組成：英格蘭、蘇格蘭、威爾斯與北愛爾蘭，每個民族並都有他們獨特的民族音樂。另外，英國音樂也融合了來自曼島、康沃爾、海峽群島以及來自牙買加、印度、大英國協與世界各地的移民的傳統音樂。

## 現代英國流行音樂
1. ↑  Walser, Robert. . .   [2023-02-05]. （原始内容存档于2023-09-27）.